# Luca Vencato
Luca Vencato (Brescia, 31 maggio 1995) è un cestista italiano.

## Carriera
Il 26 dicembre 2024, firma un contratto fino al termine della stagione con la Fortitudo Bologna.